# Czuhale
Czuhale (ukr. Чугалі) – wieś na Ukrainie, w obwodzie tarnopolskim, w rejonie krzemienieckim.